# Mitsutoshi Tsushima
Mitsutoshi Tsushima (jap. 津島 三敏, Tsushima Mitsutoshi; * 30. Juli 1974 in der Präfektur Shizuoka) ist ein ehemaliger japanischer Fußballspieler.

## Karriere
Tsushima erlernte das Fußballspielen in der Schulmannschaft der Shimizu Commercial High School. Seinen ersten Vertrag unterschrieb er 1993 bei Nagoya Grampus Eight. Der Verein spielte in der höchsten Liga des Landes, der J1 League. Für den Verein absolvierte er 38 Erstligaspiele. Ende 1995 beendete er seine Karriere als Fußballspieler. Danach spielte er bei FC Gifu.

## Erfolge
Nagoya Grampus Eight
- Kaiserpokal

Sieger: 1995